# The Real Slim Shady
"The Real Slim Shady" é uma canção de rap do rapper Eminem para o seu álbum single LP (2000) do segundo álbum The Marshall Mathers LP, lançado em 2000. Foi lançada como single uma semana antes do lançamento do álbum. A canção foi posteriormente lançada em 2005 no álbum de maiores sucessos do cantor, Curtain Call: The Hits.
"The Real Slim Shady" foi a segunda canção de Eminem a alcançar a primeira posição na parada musical britânica UK Singles Chart, e também chegou na quarta posição da Billboard Hot 100. Também ganhou vários prêmios, incluindo o MTV Video Music Awards de Videoclipe do Ano e Melhor Vídeo Masculino, além do Prêmio Grammy de Melhor Performance de Rap Solo.

## Videoclipe
O seu videoclipe começa com Eminem vestido de roupa de paciente em um hospital psiquiátrico, e o clipe vai se desenrolando em vários outros lugares, incluindo um restaurante fast-food, nos Prêmios Grammy e numa fábrica onde se fabricam clones de Slim Shady. Várias personalidades realizaram participação no vídeo, incluindo Dr. Dre, D12, Kid Rock, Carson Daly, Fred Durst, Pamela Anderson e Tommy Lee. A atriz e comediante Kathy Griffin também aparece no vídeo como uma das enfermeiras do hospital psiquiátrico.

## Parodias
A música ficou conhecida por fazer paródias com astros teens como Britney Spears, Christina Aguilera e 'N Sync.

## Lista de faixas
1. "The Real Slim Shady" (versão explícita do álbum)
2. "Bad Influence" (versão limpa)
3. "The Real Slim Shady" (instrumental)
4. "My Fault" (Pizza Mix)
5. "Just Don't Give a Fuck" (Enhanced Video Track)

## Posições nas tabelas
| Parada musical (2000)                          | Melhor posição |
| ---------------------------------------------- | -------------- |
| Alemanha Media Control Charts                  | 7              |
| Austrália ARIA Charts                          | 11             |
| Áustria Ö3 Austria Top 40                      | 6              |
| Bélgica Ultratop (Flanders)                    | 7              |
| Bélgica Ultratop (Valônia)                     | 2              |
| Canadá Canadian Singles Chart                  | 1              |
| Estados Unidos Billboard Hot 100               | 4              |
| Estados Unidos Billboard Hot R&B/Hip-Hop Songs | 11             |
| Estados Unidos Billboard Hot Rap Tracks        | 7              |
| Finlândia Suomen virallinen lista              | 6              |
| França SNEP                                    | 6              |
| Países Baixos Dutch Top 40                     | 5              |
| Irlanda Irish Singles Chart                    | 1              |
| Itália FIMI                                    | 4              |
| Noruega VG-lista                               | 2              |
| Nova Zelândia RIANZ                            | 15             |
| Reino Unido UK Singles Chart                   | 1              |
| Suécia Sverigetopplistan                       | 3              |
| Suíça Swiss Charts                             | 2              |